# 6687 Lahulla
6687 Lahulla (1980 FN1) là một tiểu hành tinh vành đai chính được phát hiện ngày 16 tháng 3 năm 1980 bởi C.-I. Lagerkvist ở La Silla.